# Zuma Rock
Zuma Rock ist eine freistehende, „monolithische“ Felsformation plutonischen Ursprungs in der Nähe von Abuja in Nigeria, die rund 300 Meter steil über die Umgebung aufragt.

## Lage und Form
Zuma Rock liegt an der Grenze des Bundesstaates Niger und des Federal Capital Territory. Er befindet sich rund 30 Kilometer westlich der nigerianischen Hauptstadt Abuja, rund 10 Kilometer südöstlich der Stadt Suleja an der Schnellstraße nach Kaduna (A2). Zuma Rock gilt als das geographische Zentrum Nigerias und wird auch „Eingangstor von Abuja“ genannt. Trotz seiner Entfernung zu Abuja ist der Zuma Rock neben dem Aso Rock ein Wahrzeichen und eine Touristenattraktion der Hauptstadt und ganz Nigerias. Er ist auf der Rückseite der 100-Naira-Banknote abgebildet.
Zuma Rock erreicht eine Höhe von mehr als 700 m und hat einen Umfang von etwa 2,5 Kilometern. Seine Basis liegt auf einer Höhe von ca. 400 Metern über dem Meeresspiegel. Sein Grundriss ähnelt einem langgestreckten Dreieck, dessen Spitze nach Nordwesten zeigt. Die hohen nackten Felswände haben ringsum vertikale Rinnen, die von herabströmendem Regenwasser hineingeschnitten wurden.

## Geologie
Zuma Rock repräsentiert einen geologisch alten plutonischen Intrusivkörper, der aus einer tropischen Rumpffläche infolge von Verwitterung und Erosion herauspräpariert worden ist. Es handelt sich folglich um einen Inselberg. Zuma Rock bietet mit seinen hohen Wänden eines der imposantesten Beispiele für die Inselberge im nordwestlichen Teil Nigerias.
Der Intrusivkörper des Zuma Rock liegt regionalgeologisch im sogenannten Beninisch-Nigerianischen Schild zwischen dem Westafrika-Kraton und Kongo-Kraton. Er ist Teil einer ganzen Reihe annähernd gleich alter Plutone, die die Gneise und kristallinen Schiefer des im Beninisch-Nigerianischen Schild ausbeißenden Teils des sogenannten Trans-Saharan Orogenic Belt („Trans-Sahara-Orogengürtel“) durchsetzen. Diese auf ein „pan-afrikanisches“ (das heißt neoproterozoisches) Alter datierten spät- und postorogenen Plutone werden auch unter der Bezeichnung Older Granites („Ältere Granite“) zusammengefasst, um sie von den bergbaulich bedeutenden anorogenen mesozoischen (Karoo/Etendeka-Phase) Graniten (Younger Granites) in der Region abzugrenzen.
Das Gestein der ‚Older Granites‘ wird petrographisch allgemein als granitoid beschrieben, wenngleich dieser Ausdruck hier im weiteren Sinn gebraucht wird und nicht nur Granite und Granodiorite, sondern auch (teils tonalitische) Diorite und (teils „adamellitische“, das heißt relativ plagioklasreiche, ‚monzonitische‘) Syenite umfasst. Zuma Rock selbst soll neben Granodiorit sogar auch aus Gabbro bestehen. Aus seinem Gestein geht ein dunkelbrauner, relativ grobkörniger aber dennoch sehr bindiger („very plastic“) Boden hervor.

## Mythen
Von der lokalen Bevölkerung werden dem Zuma Rock magische Fähigkeiten zugesprochen. So sollen die dem Felsen innewohnenden Kräfte der Ahnen bewirkt haben, dass der in seiner Nähe geplante Bau eines Fünf-Sterne-Hotels im halbfertigen Zustand aufgegeben wurde. Dem im Umfeld des Zuma Rocks lebenden Volks der Gwari gilt er als Symbol der Stärke, Widerstandsfähigkeit und des Nationalstolzes.